# Ctenotus maryani
Ctenotus maryani är en ödleart som beskrevs av  Ken Aplin och ADAMS 1998. Ctenotus maryani ingår i släktet Ctenotus och familjen skinkar. Inga underarter finns listade i Catalogue of Life.